# François Panetié
Pour les articles homonymes, voir Pannetier.
François Panetié ou Pannetier, seigneur de la Croix, né en 1626 à Boulogne-sur-Mer et mort le 26 avril 1696 au Havre, est un officier de marine français du XVIIe siècle. Issu d'une famille de la petite noblesse boulonnaise, il débute au service du maréchal d'Aumont avant d'entrer dans la Marine royale. Il sert pendant la guerre de Hollande et la guerre de la Ligue d'Augsbourg, et se distingue particulièrement pendant ce dernier conflit lors des batailles de la baie de Bantry, du cap Béveziers et de la Hougue. Ses faits d'armes lui valent d'être promu au rang de chef d'escadre, et d'être fait Commandeur de l'ordre royal et militaire de Saint-Louis. 

## Biographie

### Origines et famille
François Panetié naît à Boulogne-sur-Mer. Le marquis de Sourches, qui l'a bien connu, revient jusqu'à trois fois dans ses mémoires sur cette origine boulonnaise. Toutefois, sa naissance, qui remonte au début de l'année 1626, n'a pas laissé de traces dans les registres paroissiaux, incomplets et mal tenus à l'époque,. 
Il est fils de « messire Claude De la Croix, Chevalier, Seigneur de Panetié et de Belle Croix » et de « dame Catherine de Marconnelle ». Son père, probablement originaire du Poitou est un soldat de fortune, que les hasards de la guerre avaient amené, jeune encore en Boulonnais, dans le premier quart du XVIIe siècle. En arrivant dans son gouvernement de Boulogne en 1635, Antoine d'Aumont, seigneur de Villequier, avait aussitôt constitué un « régiment de gens de guerre à pied françois, composé de vingt enseignes de cent hommes chacune ». Et Claude de la Croix figure au nombre des capitaines de ce régiments. 
Un certificat que lui donne, trente ans plus tard, le 1er février 1665, le même Antoine d'Aumont, devenu maréchal de France atteste qu'il avait « bien et fidellement servi Sa Majesté depuis l'année 1636 jusques a celle de 1651 tant en qualité de commandant soubs nostre charge dans le Chasteau de Boulogne que de capitaine en nostre Régiment d'Infanterie » et que dans ces emplois il avait « donné des marques en diverses occasions de sa valleur et bonne conduite au fait des armes ».

### Carrière dans la Marine royale
Le 16 juin 1660, il reçoit le commandement de la frégate Notre-Dame du Rosaire, 80 tonneaux, armée par le maréchal d'Aumont, avec pour ordre de « courir sus aux sujets du roi d'Espagne et aux ennemis de l'État, pirates, corsaires et gens sans aveu » pendant un an « le long des côtes, rades de France de Flandres et d'Espagne, et en tout lieux que bon lui semblera… ». Il apprend son métier sur les frégates du maréchal d'Aumont. En 1662, il commande la frégate, le Nom de Jésus. Le 4 décembre de la même année, à la suite du passage de Louis XIV à Boulogne, il est chargé de conduire à Londres le comte de Vivonne. 
En 1665, il quitte le service du maréchal d'Aumont pour entrer dans la Marine royale, avec pour mission de protéger le cabotage des corsaires ennemis, en compagnie d'Alexandre Charles Jacobsen , parent de Jean Bart, et se voit confier L'Hirondelle, frégate de 26 canons et 200 hommes d'équipage. Il reçoit une commission de capitaine de frégate, signée des mains du duc de Beaufort. La même année, il est promu capitaine de vaisseau. 
Le 3 août 1671, alors qu'il commande L'Alcyon, il reçoit une lettre de Colbert dans laquelle le ministre de la Marine lui écrit « Sa Majesté ne doute pas que si vous rencontriez quelque vaisseau hollandais qui fasse difficulté de vous saluer, vous ne fassiez votre devoir. » 

#### Guerre de Hollande
Il est à la bataille de Solebay, le 7 juin 1672, au sein de la flotte combinée franco-anglaise placée sous les ordres de Jacques Stuart et d'Abraham Duquesne. Il commande à cette occasion L'Heureux, 50 canons. 
Le 10 septembre 1672, commandant L'Alcyon, il reçoit l'ordre de croiser au large de Yarmouth, pour y protéger les navires de pêche français. 
Le 21 août 1673, il est à la bataille du Texel au sein de la flotte franco-anglaise conduite par le Prince Rupert et le comte d'Estrées. Commandant Le Précieux, il se distingue au cours de ce combat. En récompense, il reçoit le commandement de L'Invincible, en remplacement du capitaine d'Estalle, tué d'un coup de canon. Le marquis de Rosmadec, le remplace sur Le Précieux. 
En 1675, chargé de lutter contre les corsaires hollandais au large de Dunkerque, il en coule un après l'avoir capturé, le jugeant irrécupérable. Il est à la prise de Cayenne sur les Hollandais au sein de la flotte du comte d'Estrées en 1677.
Il est reçu chevalier de grâce de l'Ordre de Saint-Lazare de Jérusalem le 3 janvier 1682.

#### Guerre de la Ligue d'Augsbourg
Le 18 juin 1688, il est désigné pour commander Le François, 48 canons, avec ordre de faire passer à Lisbonne le Vidame d'Esneval, que Louis XIV envoyait au Portugal en qualité d'ambassadeur. Au retour, il escorte une flûte chargée de blé pour Marseille. Après une altercation avec le comte d'Estrées à qui Panetié fait une allusion suggérant qu'il fait partie de ces « bâtards du cotillon », officiers qui doivent leur promotion davantage à leur naissance qu'à leurs faits d'armes, il connaît une période de disgrâce.  
Cependant cette dernière est de courte durée et il reprend du service au début de la guerre de la Ligue d'Augsbourg. En avril 1689, il est placé sous les ordres du marquis de Châteaurenault. Les 9 et le 11 mai 1689, il est sous les ordres de ce dernier à la bataille de la baie de Bantry au cours de laquelle il commande à nouveau Le François, à la tête de la ligne de bataille. Il se distingue au cours de cette bataille et le Mercure Galant relate son action :

« Il se passa une chose singulière entre ces deux avant-gardes […] Le vaisseau que montait M Panetié n'ayant que 44 canons et le vaisseau contre lequel il combattait en ayant 70, il s'approcha sans tirer jusqu'à la portée du mousquet et comme ses sabords étaient ouverts, il fit une décharge de mousqueterie qui tua ou blessa la plupart de ceux qui étaient à ses ouvertures. On les referma aussitôt, ce qui empêcha ce vaisseau anglais de faire feu de son canon. M. Panetié fit tirer le sien, et tous les vaisseaux de l'avant-garde ayant fait de même sur celle des ennemis, cette dernière se retira fort mal traitée et ne se battit plus. »

Panetié est félicité par le ministre de la Marine Seignelay, et reçoit le commandement du Bourbon, 50 canons et 400 hommes d'équipage, sur lequel il embarque le 13 août, et croise à l'ouest de la Manche. Il est promu chef d'escadre de la province de Normandie à Brest le 26 octobre 1689, après vingt-quatre ans passés au grade de capitaine de vaisseau. Au début de 1690, il reçoit le commandement du Terrible, 80 canons et 490 hommes d'équipage dans la flotte qui était armée à Brest. Il est nommé commandant la Marine en Normandie le 20 avril 1690. Le 10 juillet de la même année, à la bataille du cap Béveziers, il commande Le Terrible et prend une part importante à cette nouvelle victoire. Au cours du combat, une bombe vient mettre le feu à son vaisseau et il compte à son bord 31 tués et 62 blessés à la fin du combat.  
Il se distingue lors du combat de la Hougue, au cours duquel il commande une division de l'arrière-garde à bord du vaisseau Le Grand, de 84 canons, dont le commandement était assuré par le chevalier de Courbon, capitaine de vaisseau. Il en était très éloigné lorsque le signal de se ranger en ligne de bataille est donné. Malgré tous ses efforts, il ne put jamais reprendre son poste. Le vent, favorable à ce moment-là aux ennemis, les incite à aller isoler Pannetier du reste de la flotte. Ils détachent, à cet effet, 25 vaisseaux. Pannetier, convaincu de l'impossibilité de rejoindre l'arrière-garde, force de voiles, et va prendre poste à l'avant-garde, ayant toujours les bâtiments ennemis dans ses eaux. « Cette manœuvre, dit l'historien, sauva la flotte francoise. Si M. de Pannetier se fût scrupuleusement attaché à reprendre son poste naturel, il ne pouvoit manquer d'être enlevé ; s'il eût pris la fuite, les forces de notre armée auroient été diminuées d'autant, au lieu qu'il occupa pendant 4 heures 5 vaisseaux obstinés à le poursuivre, & qu'il alla renforcer le corps de bataille, où commandoit le comte de Tourville, contre lequel les ennemis réunissoient tous leurs efforts ».
Dans ses Mémoires, le comte de Forbin ne dit pas autre chose « M. de Panetier, chef d'escadre, arbora le pavillon de ralliement ; ce qui sauva le reste de la flotte. » avec laquelle il rallie Saint-Malo. Le ministre de la Marine Ponchartrain lui ordonne alors à plusieurs reprises de quitter ce port et de rejoindre Brest avec ce qu'il reste de la flotte. Et comme Panetié n'exécute pas ces ordres, par ailleurs inexécutables, il envoie le marquis d'Amfreville à Saint-Malo pour y prendre le commandement des vaisseaux, et en particulier de celui de Panetié, Le Grand. Mais Ponchartrain, changeant d'avis, était revenu sur ses ordres, que d'Amfreville avait également refusé d'exécuter ; et Panetié revient en grâce dès le 9 juillet 1692. 
À la création de l'ordre le 10 mai 1693, il est fait Commandeur de l'ordre royal et militaire de Saint-Louis. Des huit commandeurs et huit grands-croix à 4 000 livres de pension, il est le seul représentant de la Marine lors de la première promotion. 
En 1693, à la bataille de Lagos il prend un vaisseau hollandais. Commandant de la Marine à Brest, il est chargé en 1694, avec Vauban et M. de Langeron de protéger les abords de la ville. Il tient en échec l'amiral Berkeley, qui ne peut entrer dans le goulet et dont les troupes sont repoussées à Camaret. 
Il meurt le 26 avril 1696, dans sa soixante-dixième année, dont cinquante-cinq années passées à la mer et 31 passées au service du Roi. Il portait alors le titre (honorifique) de « premier chef d'escadre des armées navales », étant alors le plus ancien chef d'escadre en activité, et exerçait le commandement de la Marine en Normandie.

## Jugement et postérité
L'historien Ernest Hamy porte un regarde pour le moins laudateur sur Panetié dans la biographie qu'il lui consacre (1903).

« Panetié a fait preuve de rares mérites comme chef de service pendant cette longue carrière et Colbert recourait volontiers à sa grande expérience des choses de la mer. Mais c'est surtout comme manœuvrier qu'il s'est montré tout à fait remarquable. Il excellait à manier ces lourdes masses qu'étaient encore nos vaisseaux, malgré l'amélioration notable de la construction nautique. Aussi Tourville et Château-Renault lui donnaient-ils de préférence dans la ligne de bataille un de ces postes extrêmes, où soit pour l'attaque, soit pour la défense, il pouvait mieux qu'ailleurs développer ses qualités personnelles. 
La navigation des mers du Nord qu'il avait pratiquée de bonne heure lui était particulièrement familière, mais il connaissait bien aussi toutes les côtes du Ponant qu'il a fréquemment visitées. Ses voyages se sont étendus du Spitzberg jusqu'à Candie. 
Rigoureux dans le service, ainsi que l'exigeait la composition toujours hâtive et souvent hétérogène du personnel dont disposait alors tout officier de vaisseau, prudent et avisé dans la préparation d'une entreprise, et dans l'exécution à la fois intrépide et plein de sang-froid, il a fait modestement et simplement de grandes et belles choses et […] il mérite une place à part parmi les personnalités de second rang de notre vieille marine. »